# Alta velocidad ferroviaria en Corea del Sur
La alta velocidad ferroviaria en Corea del Sur se compone en la actualidad de varias líneas de alta velocidad por los que circulan servicios de dos operadoras: La empresa pública surcoreana Korail, con sus marcas KTX y la empresa privada surcoreana SR Corporation, con su marca STR (desde 2015). El primer servicio comercial de alta velocidad se puso en marcha el 1 de abril de 2004.

## Definiciones de alta velocidad

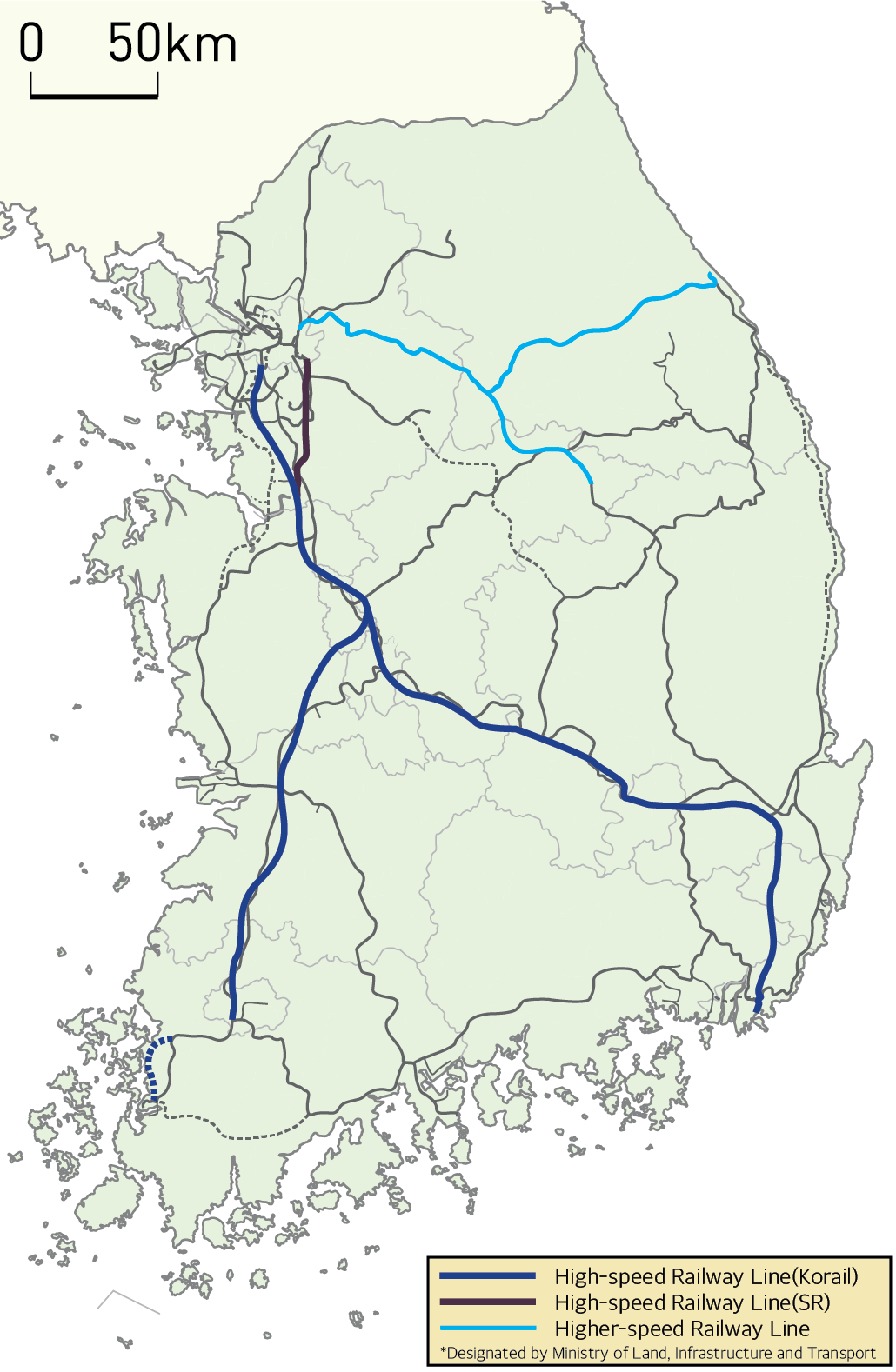
Líneas ferroviarias de alta velocidad en Corea del Sur

La Ley de Servicios Ferroviarios es la principal ley coreana que codifica y define los tres tipos de líneas ferroviarias. Establece que el Ministerio de Territorio, Infraestructuras y Transporte debe designar las líneas de vía y anunciarlas antes de su explotación comercial.
- Las líneas ferroviarias de alta velocidad (고속철도노선) pueden funcionar a velocidades de 300 kilómetros por hora o más en la mayoría de las pistas.
  - Línea HSR de Gyeongbu
  - Línea HSR de Honam
  - Línea HSR Suseo-Pyeongtaek
- Las líneas ferroviarias de alta velocidad (준고속철도노선) pueden operar a velocidades entre 200 kilómetros por hora (124 mph) a 300 kilómetros por hora (186 mph) en la mayoría de las pistas.
  - Línea Gyeonggang
  - Línea Jungang
- Las líneas convencionales (일반철도노선) pueden correr a una velocidad máxima de menos de 200 kilómetros por hora (124 mph) en la mayoría de las pistas.

## Líneas de alta velocidad
Las líneas suelen empezar en Seúl y terminar en la zona suroeste o sureste del país. Seúl tiene tres estaciones principales de KTX (Seúl, Yongsan y Cheongnyangni). La estación de Seúl sirve principalmente a las líneas Gyeongbu y Gyeongjeon; la de Yongsan, a las líneas Honam y Jeolla; y la de Cheongnyangni, a la línea Gangneung. Además, la estación de Suseo, en el sureste de Seúl, da servicio al SRT.
Sólo unos pocos trenes KTX utilizan líneas convencionales para prestar servicio a estaciones selectas como Suwon, Gupo y Nonsan. Estos trenes son más lentos pero más rentables.
| Línea                | Ciudades que conecta             | Estado      | Entrada en servicio |
| -------------------- | -------------------------------- | ----------- | ------------------- |
| LAV Gyeongbu         | Seúl · Daejeon · Daegu           | En servicio | 01/04/2004          |
| LAV Gyeongbu         | Daegu · Busan                    | En servicio | 01/11/2010          |
| LAV Honam            | Osong · Gongju · Iksan · Gwangju | En servicio | 01/04/2004          |
| LAV Honam            | Gwangju · Mokpo                  | En servicio | 01/04/2004          |
| LAV Suseo–Pyeongtaek | Seúl · Dongtan · Pyeongtaek      | En servicio | 09/12/2016          |

- Gyeongjeon KTX : Seúl - Daejeon - Daegu (Dongdaegu) - Miryang - Changwon - Jinju
- Jeolla KTX : Seúl (Yongsan) - Gongju - Iksan - Jeonju - Suncheon - Yeosu
- Gangneung KTX : Seúl (principalmente a la estación de Cheongnyangni, sin embargo, algunos trenes continúan hasta la estación de Seúl) - Wonju (Manjong) - Pyeongchang - Gangneung/Donghae.
- SRT : Seúl (Suseo) - Dongtan - Jije - (continúa en la misma línea que la línea Gyeongbu/Honam KTX después de Cheonan)

Algunos trenes KTX se dirigen hacia el norte desde Seúl hasta Haengshin.
| Gyeongbu HSR Line | Honam HSR Line | Suseo-Pyeongtaek HSR Line |

## Servicios

Mapa de red KTX y SRT en enero de 2021

### Operadores

#### KTX
KTX fue el primer servicio ferroviario de alta velocidad en Corea del Sur y es operado por Korail. La línea KTX-Sancheon utiliza trenes de nueva construcción, que cuentan con asientos mejorados y enchufes para cada asiento. Los trenes KTX-I tienen menos enchufes entre las ventanas. No hay tarifa adicional para viajar en la línea KTX-Sancheon.
La mayoría de los trenes KTX salen de la estación de Seúl o de la estación de Yongsan y terminan en las ciudades de Busan, Gwangju, Mokpo, Yeosu, Gangneung y Jinju. La mayoría de las ciudades principales se sirven en el medio.
El tren KTX se considera una forma más fácil, cómoda y económica de moverse por Corea del Sur que por aire, especialmente cuando se tienen en cuenta las complicaciones de la seguridad y los desplazamientos hacia y desde el aeropuerto. Los precios de los billetes están ligeramente por debajo de la tarifa equivalente de las principales aerolíneas. El precio de clase estándar de lunes a viernes de Seúl a Busan es de alrededor de 57,000 wones.
Hay tres tipos de clases de asientos KTX: Primera, Superior y Estándar. La primera clase tiene asientos más amplios, bocadillos gratis y agua embotellada. Solo hay asientos First y Standard en KTX-I y KTX-Sancheon y solo hay asientos Superior y Standard en KTX-Eum.
El servicio KTX solo funciona a nivel nacional, aunque muchos esperan que algún día pueda funcionar en Corea del Norte y en el resto de Asia. Es poco probable que los planes de Corea del Sur y China para conectar sus redes a través de Corea del Norte se cumplan debido a la rivalidad política de Corea del Norte con Corea del Sur.

#### SRT
El SRT comienza en la estación Suseo, ubicada en el sureste de Seúl, y es operado por SR. La línea sirve la misma ruta que Gyeongbu y Honam KTX después de Cheonanasan. Utiliza un sistema de reserva y una aplicación separados a pesar de usar los mismos trenes. Los boletos sin conexión se pueden comprar en los mostradores de Korail, de manera similar al KTX normal. La mayoría de los servicios de Korail, como el pase Korail, no se aplicarán y también hay menos trenes programados.

### Por región
- Ferrocarril de alta velocidad de Gyeongbu : Servicio ferroviario de alta velocidad que conecta Seúl y Busan por KTX o SRT.
- Ferrocarril de alta velocidad de Honam : servicio ferroviario de alta velocidad que conecta Seúl y Gwangju (Mokpo) por KTX o SRT. Tenga en cuenta que esta terminología se utilizó como nombre del proyecto para construir la línea ferroviaria de alta velocidad de Honam que conecta Osong y Gwangju.[4]

## Futuras líneas ferroviarias
| Líneas ferroviarias de alta velocidad en construcción | Líneas ferroviarias de alta velocidad previstas |